# Джеймс Френсіс Макбрайд
Джеймс Френсіс Макбрайд (англ. James Francis Macbride, 19 травня 1892 — 6 червня 1976) — американський ботанік, який присвятив більшу частину свого професійного життя вивченню флори Перу.

## Біографія
Джеймс Фрэнсіс Макбрайд народився 19 травня 1892 року.
У 1914 році Макбрайд закінчив Вайомінгський університет та деякий час працював у Гербарії Гарвардського університету.
Макбрайд зробив значний внесок у ботаніку, описавши багато видів рослин.
Джеймс Фрэнсіс Макбрайд помер 6 червня 1976 року.

## Наукова діяльність
Джеймс Френсіс Макбрайд спеціалізувався на папоротеподібних та на насіннєвих рослинах.

## Наукові праці
- Macbride, J. F. (1936—1960). Flora of Peru, Field Museum of Natural History, Chicago.

## Почесті
На його честь був названий рід Macbrideina та декілька видів рослин.